# Пъстрина 2012
Пъстрина 2012 е футболен отбор от село Николово, община Монтана, област Монтана.

## История
Създаден е през 2012 г. Състезава се в Монтанската областна група. Играе на стадиона в село Николово. Играе с бяло-сини екипи. Резервният екип е в червено-синьо.
През сезон 2012 – 2013 завършва трети, през 2014 – 2015 втори, през сезон 2015 – 2016 отново завършва на второ място в Зона Монтана.
През 2018 става шампион на IV Монтанска областна дивизия, като завършва сезона без загуба. Известни са с това, че футболистите играят с номера по-големи от 20.
През 2019 ветераните на отбора достигат до полуфинал на Републиканско първенство.

## Известни футболисти
- Веселин Михайлов
- Димитър Пемперски
- Петко Петков
- Димитър Нисторов
- Филип Илиев

- Стадионът в Николово
- Отборът на „Пъстрина 2012“ през 2016 г.
- Димитър Пемперски